# 八路军军工部垂阳兵工厂旧址
八路军军工部垂阳兵工厂旧址，位于山西省长治市潞城区史廻乡垂阳村。
2016年6月6日，八路军军工部垂阳兵工厂旧址公布为第五批山西省文物保护单位，编号5-164，近现代类，年代为民国三十四年（1945）。